# 트로이 젠틸
트로이 젠틸(Troy Gentile, 1993년 10월 27일 ~ )은 미국의 배우이다.

## 출연 작품
- 골드버그 패밀리 시즌3 (2015)
- 골드버그 패밀리 시즌2 (2014)
- 골드버그 패밀리 (2013)
- 강아지 호텔 (2009)
- 드릴빗 테일러 (2008)
- 절대로 네 여자가 될 수 없을거야 (2007)
- 굿 럭 척 (2007)
- 터네이셔스 D (2006)
- 나쵸 리브레 (2006)
- 배드 뉴스 베어즈 (2005)